# Барон Кренворт

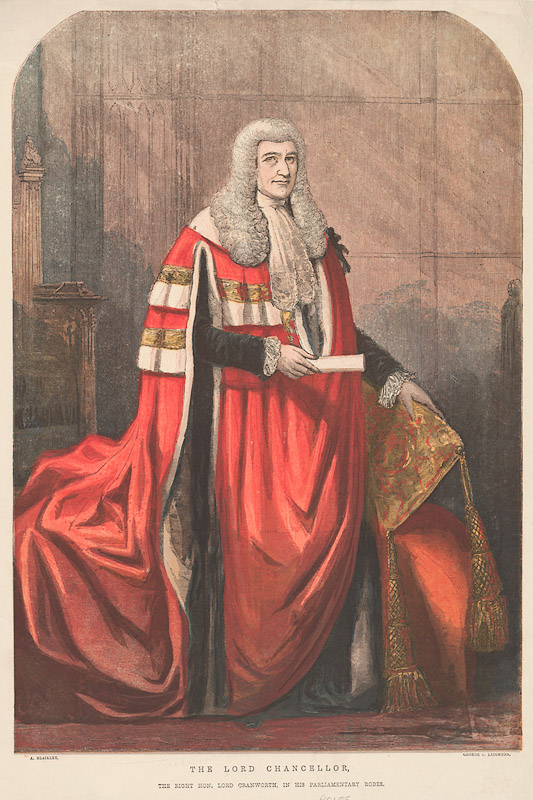
Роберт Монсі Рольф, 1-й барон Кренворт (1790—1868)

Барон Кренворт (англ. Baron Cranworth) — аристократичний титул у системі Перства Сполученого Королівства, створений двічі в британській історії. Уперше титул барона Кренворта був створений 20 грудня 1850 року для адвоката і ліберального політика, сера Роберта Рольфа (1790—1868), якого зробили бароном Кренвортом із Кренворта в графстві Норфолк. Він засідав у Палаті громад від Пенріна та Фалмута (1832—1840), обіймав посади генерального соліситора (1834, 1835—1839), віце-канцлера (1850—1851) та лорда-канцлера (1852—1858, 1865—1866). У 1868 році після смерті бездітного Роберта Рольфа баронський титул перервався.
Вдруге баронський титул був відтворений 28 січня 1899 року для Роберта Гердона (1829—1902), який став бароном Кренвортом з Леттона і Кренворта в графстві Норфолк. Раніше він представляв у Палаті громад Південний Норфолк (1880—1885) і Середній Норфолк (1885—1892, 1895).
Станом на 2010 рік носієм титулу був його правнук, Філіп Бертрам Гердон, 3-й барон Кренворт (нар. 1940), який став наступником свого діда в 1964 році. Він був сином високоповажного Роберта Бремптона Гердона, який був убитий в бою в Лівії в липні 1942 року.

## Барони Кренворт, перша креація (1850)
- 1850—1868: Роберт Монсі Рольф, 1-й барон Кренворт (18 грудня 1790 — 26 липня 1868), старший син преподобного Едмунда Рольфа (1763—1795)[1].

## Барони Кренворт, друга креація (1899)
| Ім'я                                                   | Роки правління   | Титул                              | Примітки                                                                                                 |
| ------------------------------------------------------ | ---------------- | ---------------------------------- | --- |
| Роберт Гердон (18 червня 1829 — 13 жовтня 1902)        | 1899—1902        | 1-й барон Кренворт                 | Старший син Брамптона Гердона (1797—1881)                                                                |
| Бертрам Френсіс Гердон (13 червня 1877 — 4 січня 1964) | 1902—1964        | 2-й барон Кренворт                 | Другий син попереднього                                                                                  |
| Філіп Бертрам Гердон (нар. 24 травня 1940)             | 1964 — даний час | 3-й барон Кренворт                 | Другий (молодший) син лейтенанта високоповажного Роберта Бертрама Гердона (1904—1942), онук попереднього |
| Саша Вільям Робін Гердон(нар. 12 серпня 1970)          |                  | Спадкоємець титулу, вельмишановний | Старший син попереднього                                                                                 |
| Алек Мартін Філіп Гердон (нар. 8 січня 2006)           |                  | Спадкоємець спадкоємця             | Єдиний син попереднього                                                                                  |